# T. V. Smith

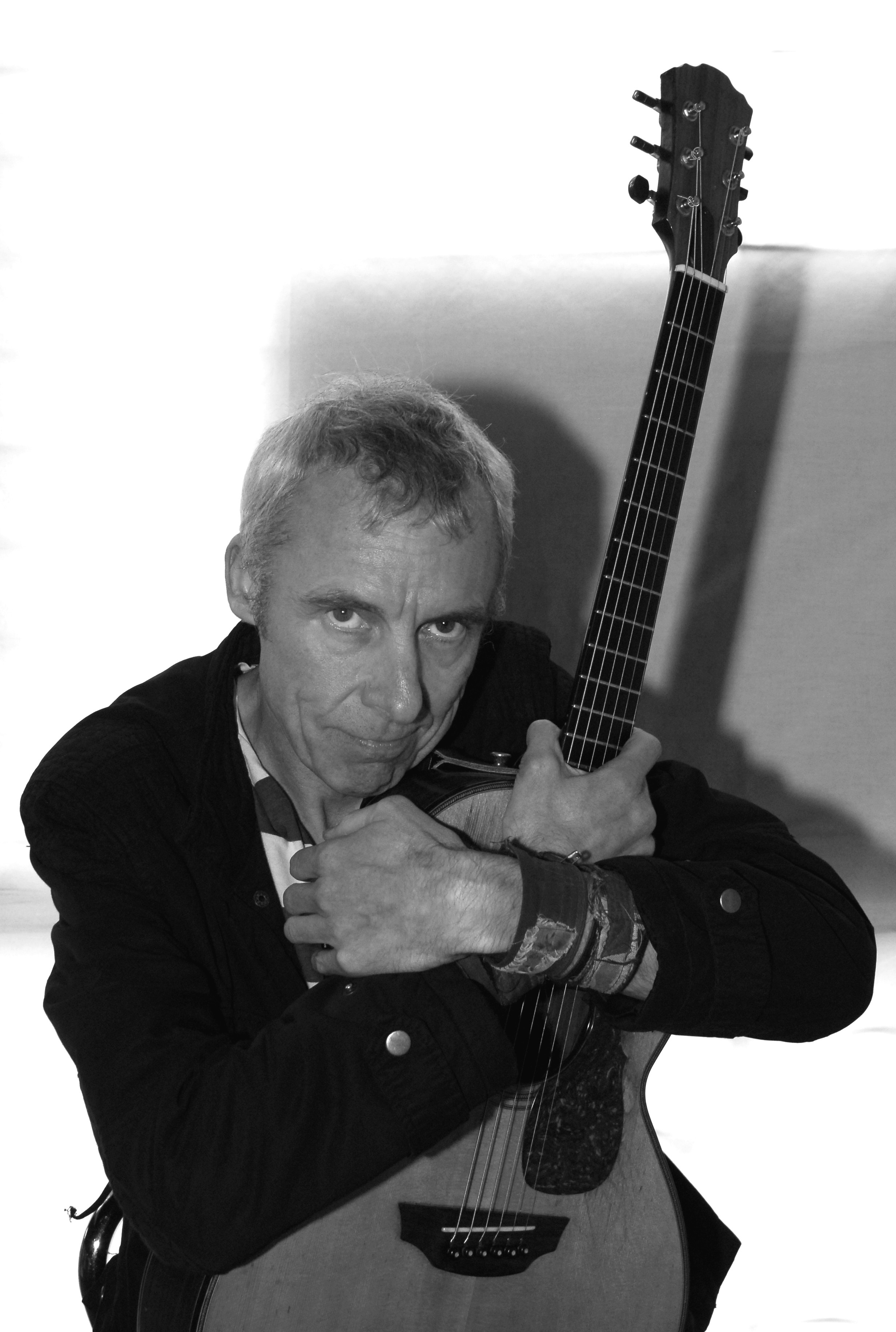
T. V. Smith (2008)

T. V. Smith (auch TV Smith; * 5. April 1956 in Hornchurch, Essex als Timothy Smith) ist ein britischer Musiker und Singer-Songwriter. Weil Smith der häufigste Nachname in Großbritannien ist und das Fernsehgerät den meist genutzten Haushaltsgegenstand darstellt, nennt er sich im Vornamen seit Gründung der Adverts nach der Abkürzung für Television.

## Leben

### 1956 bis 1979: Jugend und frühe Erfolge mit den Adverts
T. V. Smith wurde in Hornchurch geboren. Er lebte seit seinem neunten Lebensjahr in North Tawton, in der Grafschaft Devon, und besuchte das College in Torquay. Bereits in der Schulzeit wurde er bei einigen nationalen Schreibwettbewerben für seine Lyrik ausgezeichnet. 1973 spielte er in der Schülerband „Slaby Witness“, für die er eigene Texte verfasste. Gleichzeitig versuchte er sich darin, kurze surrealistische Filme zu drehen. Mit achtzehn Jahren besuchte er die Kunstschule in Bideford und gründete dort die Band Sleaze. Das gleichnamige Album der fünfköpfigen Schülerband entstand innerhalb von zwei Stunden, kostete £ 38,88 inklusive Studiomiete und es wurden 50 Stück davon gepresst.
Musikalisch beeinflusst von Iggy Pop, The Velvet Underground, New York Dolls und den Sex Pistols zog er 1976 nach London, wo er sich der Punkszene anschloss und 1977 zusammen mit seiner Lebensgefährtin Gaye Advert die Band The Adverts gründete. Als Sänger der Punkband, für die er sämtliche Texte schrieb, erlebte er einen schnellen Erfolg in den Britischen Charts durch die Singles One Chord Wonders und Gary Gilmore’s Eyes und dem Album Crossing the Red Sea with The Adverts.
Ende der 1970er-Jahre arbeitete Smith mit Richard Strange zusammen, der zudem auf dem zweiten Album Cast of Thousands von The Adverts als Gastmusiker zu hören ist. Die fünfzehn Musikstücke, die beide Musiker zusammen schrieben, wurden lange nicht verlegt; sieben davon waren seit dem Jahr 2005 über Stranges Webseite unter dem Titel Raw Meet for the Missionaries als Download zu erhalten.
Erst im Jahr 2021 erschien bei Mirage Music Management Ltd. ein limitiertes Vinylalbum mit dem Titel TV Smith and Richard Strange 1978 mit acht Musikstücken aus der Zusammenarbeit der beiden Musiker.

### 1980 bis 1989: Krise
Nach der Auflösung der Adverts im Herbst 1979 verbuchte Smith mit seiner nächsten Formation 1980 den T. V. Smith’s Explorers, deren Stilrichtung eine Mischung aus Pop- und Punkmusik war, zunächst einen geringen Erfolg mit dem Song Tomahawk Cruise, dessen Text sich auf den Marschflugkörper BGM-109 Tomahawk bezieht. Die Band löste sich jedoch wegen finanzieller Schwierigkeiten nach knapp zwei Jahren wieder auf.
Smith versuchte sich als Solokünstler. Da das Schallplattenunternehmen Expulsion unmittelbar nach Fertigstellung seines Albums Channel 5 Insolvenz anmelden musste, konnten nur 2.000 Kopien der Schallplatte ausgeliefert werden und war somit kommerziell erfolglos.
1984 gründete Smith, unter anderem mit Tim Cross, die Band T. V. Smith’s Cheap, mit der er bis 1989, größtenteils ohne Gage, durch die Clubs tingelte. Die Band hatte zwar ein Album aufgenommen, aber es fand sich kein Label, das es veröffentlichen wollte, und der kommerzielle Erfolg blieb gänzlich aus. Erst nachdem sich die Formation längst aufgelöst und Smith inzwischen 1992 sein erstes Soloalbum March of the Giants veröffentlicht hatte, kam schließlich 1994 RIP… Everything Must Go der Gruppe Cheap auf den Markt.
Einen weiteren Teil der von 1979 bis 1983 entstandenen Songs brachte T. V. Smith, hauptsächlich auf Drängen seines Fanclubs, den TUTS (T.V. Smith United Tour Supporters), unter dem Titel Sparkle in the Mud im Mai 2010 als Album heraus.
In den 1980er Jahren lebte T. V. Smith, der diese Dekade persönlich als andauernde Krise empfand, zeitweise von Sozialhilfe.

### Seit 1990: Solokarriere

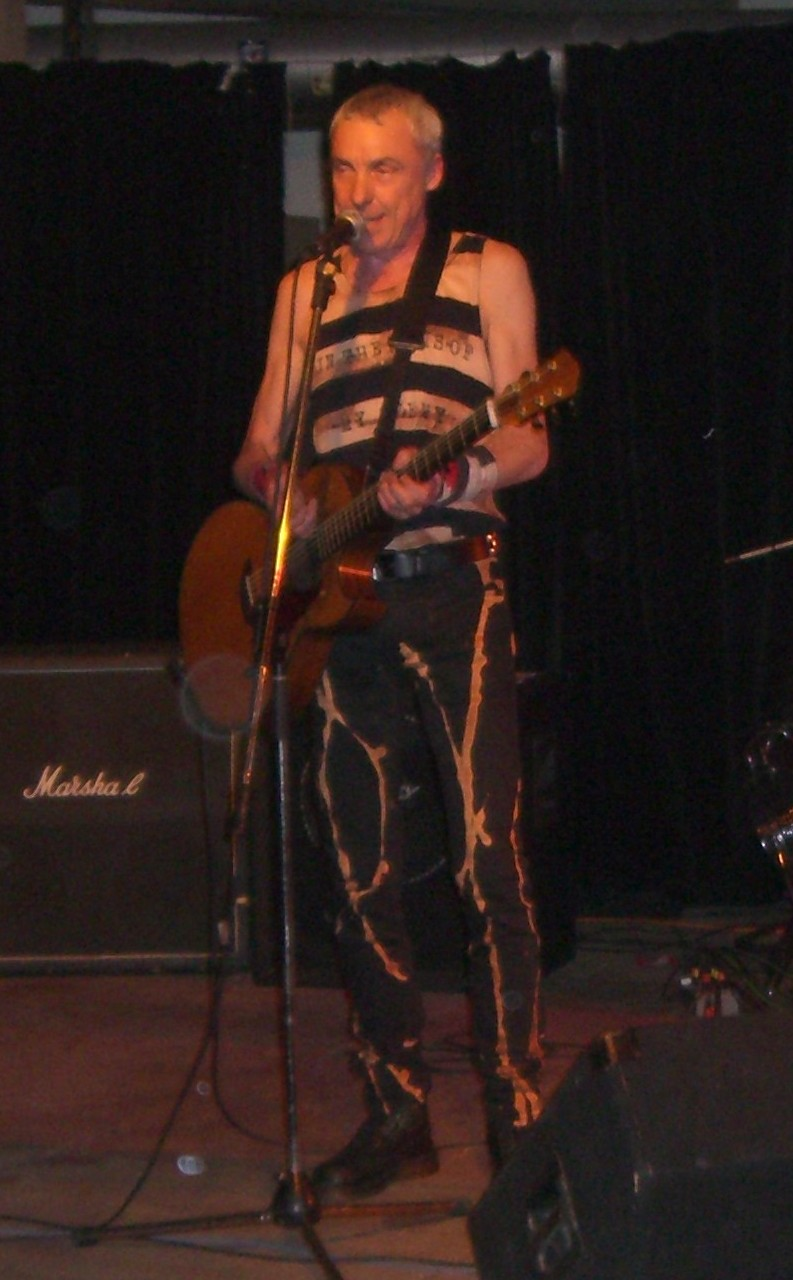
T. V. Smith (2008)

Seit den 1990er-Jahren widmet sich T. V. Smith seiner Solokarriere, tritt überwiegend mit Akustikgitarre oder kleiner Begleitung auf und verzichtet auf feste Bandmitglieder. Mit Attila the Stockbroker, im Vorprogramm von Tom Robinson, mit Punk Lurex O. K., UK Subs oder der Münchner Band Garden Gang, reist er durch Großbritannien, die USA, Finnland, Tschechien, Frankreich, Deutschland, Österreich und die Schweiz. T. V. Smith hat keinen Manager, organisiert seine Touren selbst und ist dabei auf die Hilfe von Freunden angewiesen. Unterwegs ist er mit kleinem Gepäck, seiner Gitarre und einem Sequenzer, der ihm auf der Bühne als Begleitung dient. Insbesondere in Deutschland traf der Punk-Rock-Musiker während seiner Solo-Tourneen vermehrt auf ein interessiertes Publikum, was T.V. Smith motivierte, die deutsche Sprache zu erlernen. Seine Erlebnisse während zahlreicher Konzertreisen veröffentlichte T. V. Smith seit dem Jahr 2006 beim Arima-Verlag in vier Büchern.
Die Toten Hosen nahmen über einen gemeinsamen Bekannten Arturo Bassick von den Lurkers Kontakt zu Smith auf, um ihn für ihr Albenprojekt Learning English Lesson One zu gewinnen. Hierfür coverten sie 1991 schließlich gemeinsam den Adverts-Klassiker Gary Gilmore’s Eyes.
Smiths Album Immortal Rich erschien 1994 in Großbritannien bei Humbug Records und 1996 in den USA beim Label 2-13-61 seines langjährigen Fans Henry Rollins. Ein weiteres Soloalbum Smiths Generation Y brachte 1998 JKP, die Plattenfirma der Toten Hosen, auf den Markt, bevor Smith 2001 das Album Useless zusammen mit der deutschen Band aufnahm.
Im Frühjahr 2003 stellte er auf seiner Homepage das Antikriegslied Not in My Name zur freien Verfügung, welches mehr als 7000 Mal heruntergeladen wurde. Den Titel findet man als Hidden Track auf dem Album Not a Bad Day wieder, das er Ende 2003 gemeinsam mit Tim Cross produzierte. Vom Ritchie spielte bei den Aufnahmen Schlagzeug, Happi Mueller Bass, Tim Renwick Akustik- und E-Gitarre und Tim Cross Keyboard. Smith war maßgeblich an einigen Songs der Toten Hosen beteiligt, wie zum Beispiel Pushed Again, Daydreaming, How Do You Feel?, Call of the Wild oder am Soundtrack zum gleichnamigen Film You Are Dead!. 2004 wurde seine Komposition Expensive Being Poor Teil des Soundtracks von Wim Wenders’ Film Land of Plenty.
Smith hat sich in den letzten Jahren selbst Deutsch beigebracht und erklärt dem Publikum im deutschsprachigen Raum in den Ansagen die Hintergründe seiner englischen Texte.
Auf dem Album Misinformation Overload, das 2006 Wolfgang Rohdes Label Goldene Zeiten verlegte, befindet sich erstmals ein deutschsprachiges Lied Es stört mich nicht. Auch auf diesem Album begleiteten Smith die Musiker Vom Ritchie, Tim Cross und Happi Müller.
Im neuen Jahrtausend tourte Smith ohne Unterbrechung durch die USA, Australien, England, Deutschland, Österreich, Schweiz, Tschechien, Spanien, Italien, Norwegen und Finnland. Er stand neben Mick Jones, Glen Matlock und Robbie Williams auf der Bühne. 2006 war Smith Gast auf dem Jubiläumsalbum 26½ der Fehlfarben und interpretierte zusammen mit Peter Hein den Song Ein Jahr (es geht voran).

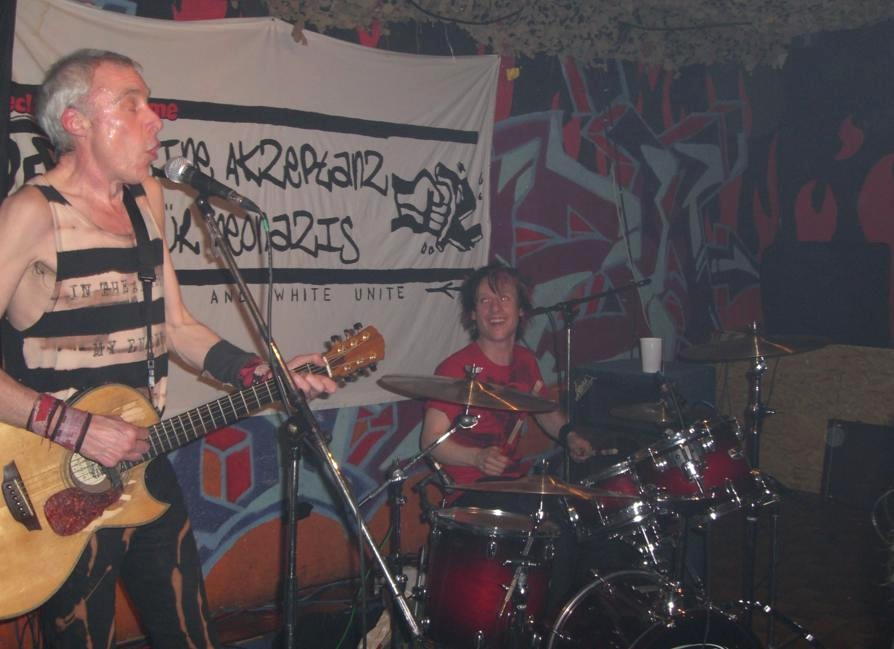
Smith und Vom Ritchie in Schwäbisch Gmünd (2009)

An seinem 51. Geburtstag gab T.V. Smith ein Erinnerungskonzert an The Adverts im 100 Club. Es begleiteten ihn drei Musiker der spanischen Punkband Suzy & Los Quattro, die sich eigens für die Zusammenarbeit mit Smith nach einem Stück der Adverts in „The Bored Teenagers“ umbenannten. Claudio Glaesmer spielte die E-Gitarre, Tomas Ramos saß am Schlagzeug und BB Quattro war für Bass und Hintergrundgesang zuständig. Die Setliste entsprach der Titelliste des Debütalbums Crossing the Red Sea with The Adverts. Der Livemitschnitt wurde als CD und DVD veröffentlicht.
Das Album In the Arms of My Enemy, produziert von Jon Caffery, erschien im Mai 2008 bei Vom Ritchies Label Drumming Monkey Records. Als begleitende Musiker sind erneut Tim Renwick, Vom Ritchie und Tim Cross vertreten. Im Januar 2009 waren Vom Ritchie und T.V. Smith gemeinsam auf Club-Tour. Seit 2008 tritt T.V. Smith zeitweise in gemeinsamen Bühnenshows mit der italienischen Punkband The Valentines auf, um die Musikstücke von The Adverts wieder aufzuführen.
T. V. Smith stellte im Frühjahr 2011 sein Soloalbum Coming in to Land fertig, das Anfang Mai veröffentlicht wurde. Mit der finnischen Band The Valkyrians spielte T. V. Smith eine Reggaeversion seines Songs Gary Gilmore's Eyes ein, die im August 2011 auf deren Album Punkrocksteady erschien. Am 22. und am 23. Oktober 2011 gab T. V. Smith erstmals Konzerte in Tokio. Seine Begleitband war die japanische Band The Eddie Legend Story, die sich für den Auftritt in The Tokyo Adverts umbenannten. 2011 folgte T. V. Smith einer Einladung der Punkband Paranoid Visions aus Dublin, als Gastsänger bei deren Aufnahmen zum Lied Outsider Artist teilzunehmen. Die EP erreichte im November 2011 den sechsten Platz der Irischen Charts.
Für die Inszenierung von Dirk Lauckes Theaterstück Der kalte Kuss von warmem Bier im Theater Trier von Regisseurin Ingrid Müller-Farney schrieb T. V. Smith vier Musikstücke mit teilweise deutschem Text. Die Premiere fand am 5. Mai 2012 statt. Die Stücke sind auf der EP Dangerous Playground zu hören.
Am 1. Juni 2012 sendete BBC Four eine einstündige Fernseh-Dokumentation über T. V. Smith mit dem Titel We Who Wait. Ein weiteres Album, unter dem Namen Lucky Us, mit bisher unveröffentlichten Songs und Demos aus den Jahren 1983 bis 1986, veröffentlichte T. V. Smith im September 2012 bei Boss Tunage zur Erinnerung an Tim Cross, der im Juli 2012 gestorben war.
Im Oktober 2014 erschien Smiths Album I Delete, produziert von Jon Caffery bei Drumming Monkey Records. Bei den Aufnahmen begleiteten ihn wie in den Jahren zuvor BB Quattro am Bass und Vom Ritchie am Schlagzeug. Das Album enthält neben zehn neuen Stücken die Lieder Der Stacheldrahtmann, The Drink, The Rock ’n’ Roll und Dangerous Playground für die Inszenierung von Lauckes Theaterstück.
Bis ins Jahr 2014 veröffentlichte T. V. Smith fünf Bücher, in denen er von seinen Erlebnissen während seiner Konzertreisen erzählt. Das Buch mit dem Titel Alternative Top 50 aus dem Jahr 2016 stellt eine Sammlung seiner Texte dar.
Im September 2018 erschien bei JKP und produziert von Jon Caffery das Album Land of the Overdose, das T. V. Smith, diesmal ohne Begleitmusiker, in einem Studio in Devon eingespielt hatte.

## Werke
siehe auch: Liste der Lieder von T. V. Smith

### Alben

#### The Adverts
- 1978: Crossing the Red Sea with The Adverts
- 1979: Cast of Thousands

#### T. V. Smith’s Explorers
- 1981: Last Words of the Great Explorer

#### T. V. Smith’s Cheap
- 1993: RIP... Everything Must Go

#### T. V. Smith und Richard Strange
- 2021: TV Smith and Richard Strange 1978

#### T. V. Smith
- 1983: Channel 5
- 1992: March of the Giants
- 1994: Immortal Rich
- 1998: Generation Y
- 2001: Useless
- 2003: Not a Bad Day
- 2006: Misinformation Overload
- 2007: Perform Crossing the Red Sea with the Adverts Live in The 100 Club, London 5. April 2007
- 2008: In the Arms of My Enemy
- 2009: Live at the N. V. A. Ludwigsfelde, Germany Doppel-CD
- 2010: Sparkle in the Mud
- 2011: Coming in to Land
- 2012: Dangerous Playground EP
- 2012: Lucky Us
- 2013: Acoustic Sessions Volume 1
- 2014: I Delete
- 2018: Land of the Overdose
- 2020: Lockdown Holiday
- 2022: Acoustic Sessions Volume 2
- 2024: Handwriting

### DVDs
- 2005: One Chord Wonder Live beim The Sun Festival 1996, Wild Heart, Berlin 2001, Kuba in Jülich 2003
- 2007: Perform Crossing the Red Sea with the Adverts Live in The 100 Club.

### Bücher
- T. V. Smith: Getting There – Punk Rock Tour Diaries: Volume One. Arima, Suffolk 2006, ISBN 978-1-84549-128-4.
- T. V. Smith: How to Feel Human – Punk Rock Tour Diaries: Volume Two. Arima, Suffolk 2009, ISBN 978-1-84549-360-8.
- T. V. Smith: Tales of the Emergency Sandwich – Punk Rock Tour Diaries: Volume Three. Arima, Suffolk 2012, ISBN 978-1-84549-552-7.
- T. V. Smith: To Heligoland and Beyond! – Punk Rock Tour Diaries: Volume Four. Arima, Suffolk 2013, ISBN 978-1-84549-600-5.
- T. V. Smith: Book of the Year – Punk Rock tour Diaries: Volume Five. Arima, Suffolk 2014, ISBN 978-1-84549-633-3.
- T. V. Smith: Alternative Top 50. Foruli Codex, London 2016, ISBN 978-1-90579-268-9.